# Paradelphomyia (Oxyrhiza) marginipuncta
Paradelphomyia (Oxyrhiza) marginipuncta is een tweevleugelige uit de familie steltmuggen (Limoniidae). De soort komt voor in het Afrotropisch gebied.